# Juillet 1979
Cette page présente les faits marquants du mois de juillet 1979.

## Événements
- Le groupe de hard rock AC/DC produit Highway To Hell.
- Deng Xiaoping autorise la création d'entreprises à capitaux étrangers en Chine.

- 1er juillet (Formule 1) : Grand Prix automobile de France

- 3 juillet en France : naissance de Ludivine Sagnier, actrice française.

- 7 juillet : la Chine obtient la clause de la nation la plus favorisée.

- 9 juillet : par référendum, les habitants des Palaos votent pour l'indépendance vis-à-vis des États-Unis et approuvent leur constitution.

- 12 juillet : 
  - Indépendance de Kiribati vis-à-vis du Royaume-Uni.
  - Assassinat de Carmine Galante, parrain de la mafia new-yorkaise, dans un restaurant de Brooklyn.

- 14 juillet (Formule 1) : Grand Prix de Grande-Bretagne

- 15 juillet : 
  - Jimmy Carter dénonce le « malaise » dans lequel le pays s’enfonce. Le monétariste Paul Volcker, nommé président du Système de réserve fédéral, fait subir au pays une cure draconienne à partir d’octobre (limitation de la masse monétaire, hausse des taux d’intérêts à court terme).
  - Au Mexique : décès de Gustavo Díaz Ordaz, président du Mexique de 1964 à 1970
  - Morarji Desai démissionne et Charan Singh devient Premier ministre en Inde le 26 juillet. Compte tenu du fait qu’il risque de ne pas obtenir la confiance de l’Assemblée, il est convenu qu’il réglerait les affaires courantes jusqu’aux élections de janvier 1980.

- 16 juillet :
  - En Irak : Saddam Hussein devient Président de la République, après avoir écarté du pouvoir son oncle, le général Ahmad Hasan al-Bakr, dirigeant baasiste historique. Il cumule les fonctions de président de la République, secrétaire général du Ba’th, chef du conseil de commandement de la révolution et commandant en chef des forces armées. Dans les jours qui suivent, ses opposants au sein du Ba’th, en majorité chiites, sont éliminés.
  - Au Royaume-Uni : indépendance de Kiribati.

- 17 juillet : au Nicaragua : Somoza fuit son pays.
- 17 - 20 juillet : déclaration de Monrovia[1]. Les responsables politiques africains s’engagent à promouvoir le développement économique et social et l’intégration de leurs économies en vue d’accroître leur indépendance.

- 18 juillet (Rallye automobile) : arrivée du Rallye de Nouvelle-Zélande.

- 19 juillet : chute de la dictature de Somoza, lâchée par les États-Unis, au Nicaragua. Prise du pouvoir par les Sandinistes. Le FSLN fait une entrée triomphale dans Managua. Une junte de gouvernement de reconstruction nationale de cinq membres se met en place, comprenant les différentes tendances de l’opposition. Son programme est clairement sandiniste : confiscation des biens de la famille Somoza, suppression de la Garde nationale, nationalisation du système bancaire, et du commerce extérieur, réforme agraire. L’économie mixte doit être atteinte par la création d’un secteur nationalisé, appelé "aire de propriété du peuple" qui doit coexister avec le secteur privé et un secteur mixte. Le secteur privé conserve cependant une nette prépondérance (60 % du PNB en 1980). Des divergences apparaissent entre la bourgeoisie et les Sandinistes qui s’imposent peu à peu à l’exécutif comme au législatif tout en conservant le pluralisme politique.

- 20 juillet[2] : conférence à Genève sur la question des réfugiés.

- 28 juillet - 4 aout : le 64e congrès mondial d’espéranto a lieu à Lucerne. Il a pour thème « L’aspect linguistique de s’organiser internationalement ».

- 29 juillet :
  - Formule 1 : Grand Prix automobile d'Allemagne

## Naissances
- 3 juillet : Ludivine Sagnier, actrice française.
- 5 juillet : Amélie Mauresmo, joueuse de tennis française.
- 6 juillet : Kevin Hart, Comédien et acteur américain.
- 9 juillet : Patrice (Bart Williams) , Chanteur, guitariste, producteur.
- 16 juillet : "Rafaelillo" (Rafael Rubio Luján), matador espagnol.
- 18 juillet : Francisco Javier Sánchez Vara, matador espagnol.
- 20 juillet : Anaïs Baydemir, présentatrice météo franco-turque.
- 21 juillet : Caroline Ithurbide, journaliste et animatrice de télévision française.
- 24 juillet : Rose Byrne, actrice australienne.
- 27 juillet : 
  - Gürkan Küçüksentürk, acteur néerlandais.
  - Shannon Moore, catcheur professionnel de la WWE.
  - Marielle Franco, femme politique et militante des droits humains brésilienne († 14 mars 2018).
- 30 juillet : Carlos Arroyo, basketteur portoricain.
- 31 juillet : Carlos Marchena, footballeur espagnol.

## Décès
- 8 juillet : Tommaso Landolfi, 70 ans, écrivain italien (° 9 août 1908).
- 14 juillet : Louis Théodore Kleinmann officier français spécialiste du renseignement (°21 juillet 1907).
- 15 juillet : Gustavo Díaz Ordaz, président du Mexique de 1964 à 1970.
- 23 juillet : Joseph Kessel, écrivain et académicien français (° 31 janvier 1898).
- 29 juillet : Herbert Marcuse, philosophe américain, (° 19 juillet 1898).
- 30 juillet : Lew Kowarski, physicien français (° 1907)